# Casa Arktikum

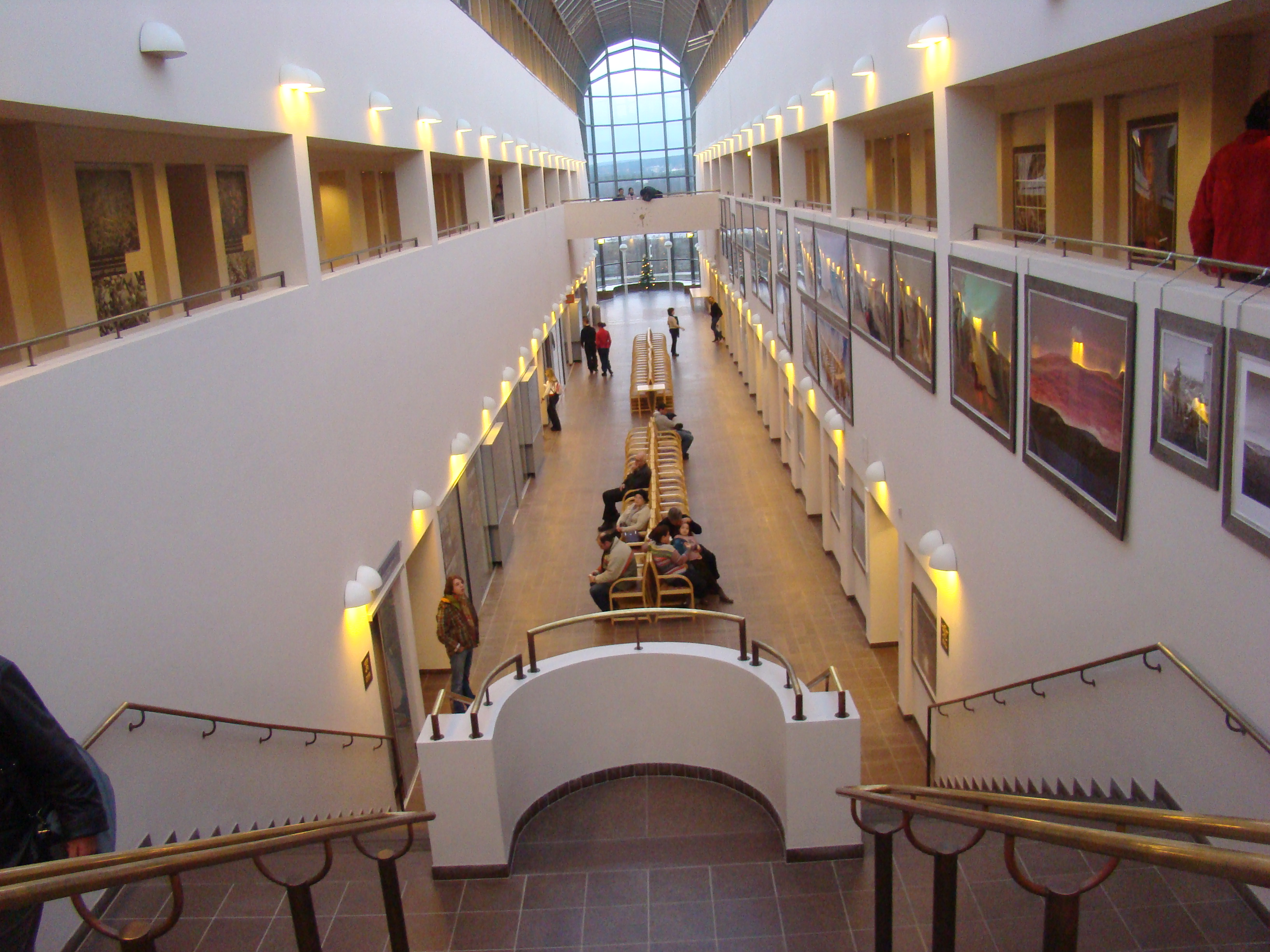
Interior.

La Casa Arktikum és un museu de Rovaniemi, a Finlàndia. Es va inaugurar el 1992 amb motiu del 75 aniversari de la independència de Finlàndia, i alberga el Centre d'investigacions àrtiques i el Museu regional de Lapònia. Les activitats del centre inclouen la investigació, els serveis d'informació, l'ensenyament i les exposicions. Les exposicions del Centre àrtic presenten la naturalesa septentrional, les seves característiques i els seus recursos naturals. El Museu regional de Lapònia posa en evidència el passat i el present de Rovaniemi i de Lapònia.

## Arquitectura
L'Arktikum va ser dissenyat pels arquitectes danesos Birch-Bonderup i Thorup-Waade. L'edifici nou format per mitja lluna va ser dissenyat per Bonderup i Lehtipalo i es completava a la tardor de 1997.
Molts materials de construcció naturals locals s'han utilitzat a l'edifici: els terres són de granit Perttaus - el tipus més dur disponible a Finlàndia - i de pi lapó rentat amb calç. Les cadires es fan de bedoll a imitació dels rens.
Consta de dues edificacions marcadament diferenciades, en la que destaca una allargada (172 m.) construcció envidriada que permet l'entrada de llum natural, i que acull tota la zona d'exposicions. L'espai d'exposició està protegit sota del terra, imitant la manera que es fa en plena natura al nord durant el dur hivern.
Cal destacar la sala dedicada a la cultura del poble Sami, amb l'exposició dels seus vistosos vestits típics i dels animals que poblen la zona, on queda patent la cruesa de la vida a la regió i la lluita per la supervivència.